# Pic Wheeler (Nouveau-Mexique)
Pour les articles homonymes, voir Wheeler Peak.
Le pic Wheeler, en anglais Wheeler Peak, est le point culminant de l'État américain du Nouveau-Mexique. Il se situe au nord-est de Taos et au sud de Red River, au Nord de l'État. L'altitude du pic est de 4 011 m.